# Josef Graf (Politiker)
Josef Graf (* 6. Juli 1912 in Gänserndorf; † 2. Juli 2000 in Mistelbach) war ein österreichischer Politiker (SPÖ) und Hauptschullehrer. Graf war von 1958 bis 1960 Mitglied des Bundesrates und von 1960 bis 1976 Abgeordneter zum Landtag von Niederösterreich.

## Leben
Graf besuchte nach der Volksschule eine Bürgerschule und absolvierte daraufhin die Lehrerbildungsanstalt in Wien, die er mit der Matura abschloss. Graf war in der Folge Gelegenheitsarbeiter und studierte am Pädagogischen Institut
Wien, wobei er zwischen 1932 und 1933 die Hauptschullehrerprüfung ablegte. Graf trat danach den Beruf des Hauptschullehrers an und diente zwischen 1939 und 1945 im Zweiten Weltkrieg, wobei er für ein halbes Jahr in sowjetische Kriegsgefangenschaft geriet. Nach seiner Rückkehr war er von 1951 bis 1976 Hauptschullehrer in Gänserndorf und zuletzt Hauptschuldirektor. Zudem war er von 1955 bis 1978 Bürgermeister der Gemeinde Gänserndorf. Er vertrat die SPÖ vom 24. April 1958 bis zum 4. Oktober 1960 im Bundesrat und war vom 13. Oktober 1960 bis zum 1. April 1976 Abgeordneter zum Nationalrat.

## Auszeichnungen
- 1977: Großes Silbernes Ehrenzeichen für Verdienste um die Republik Österreich[1]
- Silbernes Komturkreuz des Ehrenzeichens für Verdienste um das Bundesland Niederösterreich